# Acropyga marshalli
Acropyga marshalli är en myrart som först beskrevs av W. C. Crawley 1921.  Acropyga marshalli ingår i släktet Acropyga och familjen myror. Inga underarter finns listade i Catalogue of Life.